# Secrets of the Muse
Secrets of the Muse è il secondo album in studio del tastierista statunitense Jordan Rudess, pubblicato nel 1997.

## Tracce
1. Stillness – 3:09
2. Deepest Love – 4:20
3. Autumn Fire – 3:40
4. Gentle Ways – 3:45
5. Footpath – 3:43
6. Virgin Snow – 2:54
7. Darkness – 3:54
8. Drifting East – 4:08
9. A Call For Beauty – 3:31
10. Cradle Song – 4:04
11. New Life – 4:15
12. So It Is – 2:51
13. Sunset Swingset – 3:03